# トレバー・ヘンダーソン
トレバー・ヘンダーソン（Trevor Henderson）は、カナダのトロント在住のイラストレーター。怪物や幽霊を多く描いており、それが実在するかのような設定を加えて公開するプロジェクトを進めている。主な作品には『サイレンヘッド』がある。

## 来歴
ホラー映画の趣味を持つ父の影響で、幼少期からホラージャンルの描画に興味を抱く。オンタリオ芸術大学 (en) を卒業し、ホラー映画の怪異を都市伝説風に描いて技術を磨く。2016年には卒業生としてオンタリオ芸術大学の百鬼夜行プロジェクトに参加してクリーチャーの作品を手掛けている。
2018年8月にはTwitter上で『サイレンヘッド』を公開。その容姿や特徴が注目を浴び、ファンによりYouTubeやTikTokに動画が投稿され、ファンメイドのホラーゲームも開発された。

## 作風や人物
超常現象が日常に溶け込んでいるというアイディアを好んでいる。ファウンド・フッテージ式のホラー映画を意識しており、怪異を1枚の絵と複数の文章に纏め、絵に連続性を持たせるなどの作風を取り入れている。
1970年代後半から1980年代のホラー映画を好んでおり、『ヴィデオドローム』（1982年）、『遊星からの物体X』（1982年）、『ゼイリブ』（1988年）、『ブレインダメージ』（1988年）に登場する怪物や怪異を例に挙げている。また、デヴィッド・クローネンバーグやジョン・カーペンター、フランク・ヘネンロッターを高く評価している。映画以外の趣味には、ビデオゲームやボードゲーム、ポッドキャスト、ホラー小説がある。

## 主な作品
多くの場合、ヘンダーソンは目撃情報として怪異の絵を公開している。怪異の多くは夜に出没する。
サイレンヘッド
里山や墓地に出没する、長い四肢を持つ身長12メートルの人型実体。身体はサイレンや鉄骨で構成されているように見えるが実際には有機物で構築されており、スピーカー内にはヒトの口に類似する構造が存在する。人間を認識するとスピーカーからクラシック音楽や会話や警報といった多種多様な音を放送し、獲物として人間を襲撃する。
2018年にPlayStationをテーマとしたゲームジャムでサイレンヘッドを登場させたホラーゲームが開発され、2020年にはピューディパイやマークプライヤー、ジャックセプティックアイなどのYouTuberが実況動画を公開している。RPG『Fallout 4』でもmod「Whispering Hills」が公開されている。
ブリッジワーム
高速道路の下などに潜む、全長10mほどの人間のような2対の腕を持つ白いワームのような実体。親しみやすい表情で人間をおびき寄せて近づくものを不敵な笑みを浮かべながら捕食する。顔は表側が偽の顔で、捕食する時に血に染まったような真の顔をあらわにする。成長するとハイウェイワームというまた別のクリーチャーに変化する。
逆さまの顔の男
1910年代から1960年代にかけて複数の写真で確認されたという設定の、頭部の上下が反転した人型の存在。物理的に存在するものの人間が直接観測することはできず、写真を通してしか認識できない。悲壮や苦痛など人間の負の感情を好んでおり、交通事故など事故が発生した後の写真に写り込む。